# Right for the Time
Right for the Time è il sessantatreesimo album di Waylon Jennings, pubblicato dalla Justice Records nel maggio del 1996 e prodotto da Randall Jamail.

## Tracce
1. WBPT – 3:01 (Waylon Jennings)
2. Cactus Texas. – 3:06 (Waylon Jennings)
3. The Most Sensible Thing – 4:04 (Waylon Jennings, Buddy Emmons, Troy Seals)
4. The Boxer – 3:46 (Paul Simon)
5. Hittin' The Bottle Again – 4:19 (Waylon Jennings)
6. Wastin' Time – 2:49 (Waylon Jennings)
7. Kissing You Goodbye – 1:58 (Waylon Jennings)
8. Carnival Song – 3:48 (Jeffrey Allen Black)
9. Out of Jail – 3:32 (Waylon Jennings)
10. Lines – 3:01 (Waylon Jennings, Kimmie Rhodes)
11. Deep in the West – 3:36 (Shake Russell)
12. Right for the Time – 3:52 (Waylon Jennings)
13. Living Legends, Pt. II – 3:03 (Waylon Jennings)

## Musicisti
- Waylon Jennings - voce, chitarra acustica, chitarra elettrica
- Jessi Colter - voce
- Randall Jamail - chitarra
- Jerry Bridges - chitarra acustica, basso
- Jesse Dayton - chitarra elettrica, chitarra acustica
- Shawn Jones - chitarra elettrica, chitarra acustica
- Robby Turner - dobro, pedal steel guitar, lap steel guitar, mandolino
- Fred Lawrence - pianoforte, organo hammond B-3, organo wurlitzer
- Jeff Hale - batteria, percussioni (ocean drum), tamburello